# Isanophis boonsongi
Genre
Espèce
Synonymes
- Parahelicops boonsongi Taylor & Elbel, 1958
- Opisthotropis boonsongi (Taylor & Elbel, 1958)

Statut de conservation UICN

 DD  : Données insuffisantes
Isanophis boonsongi, unique représentant du genre Isanophis, est une espèce de serpents de la famille des Natricidae. 

## Répartition
Cette espèce est endémique de la province de Loei dans le nord-est de la Thaïlande,.

## Description
Dans leur description les auteurs indiquent que les spécimens en leur possession mesurent en moyenne 62 cm dont 10 cm pour la queue. Ce serpent a le dos pratiquement uniformément gris olivâtre, un peu plus clair sur les côtés et devenant presque blanc-crème sur les deux ou trois rangées d'écailles à l'arrière du cou. Sa face ventrale est généralement blanc-crème.

## Étymologie
Cette espèce est nommée en l'honneur de Boonsong Lekagul qui a transmis plusieurs amphibiens et reptiles à l'université du Kansas.

## Publications originales
- David, Pauwels, Nguyen & Vogel, 2015 : On the taxonomic status of the Thai endemic freshwater snake Parahelicops boonsongi, with the erection of a new genus (Squamata: Natricidae). Zootaxa, no 3948 (2), p. 203–217.
- Taylor & Elbel, 1958 : Contribution to the herpetology of Thailand. University of Kansas Science Bulletin, vol. 38, no 2, p. 1033-1189 (texte intégral).